# Zephyranthes atamasco
Zephyranthes atamasco är en amaryllisväxtart som först beskrevs av Carl von Linné, och fick sitt nu gällande namn av Herb.. Zephyranthes atamasco ingår i släktet Zephyranthes och familjen amaryllisväxter. Inga underarter finns listade i Catalogue of Life.

## Bildgalleri

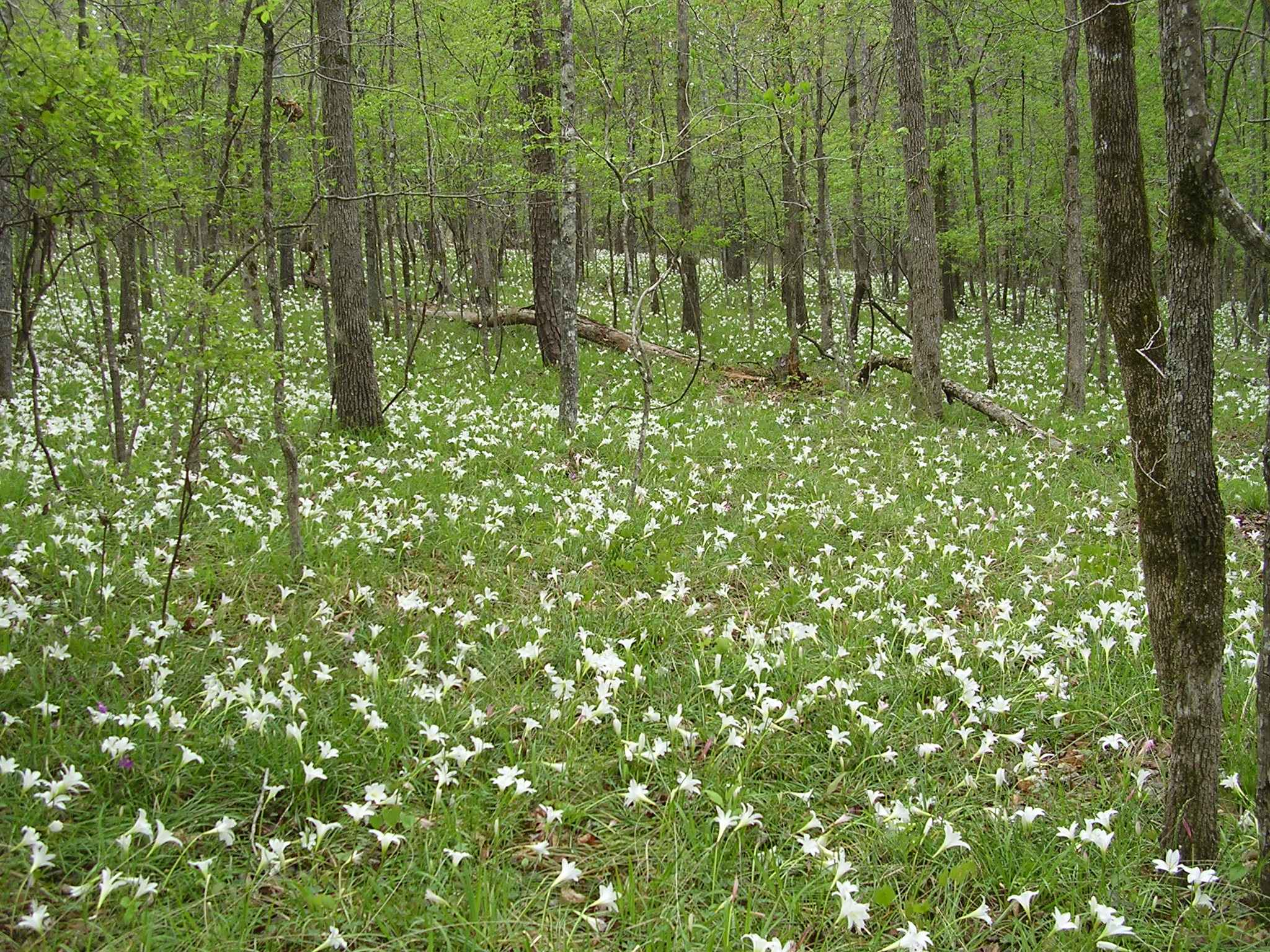
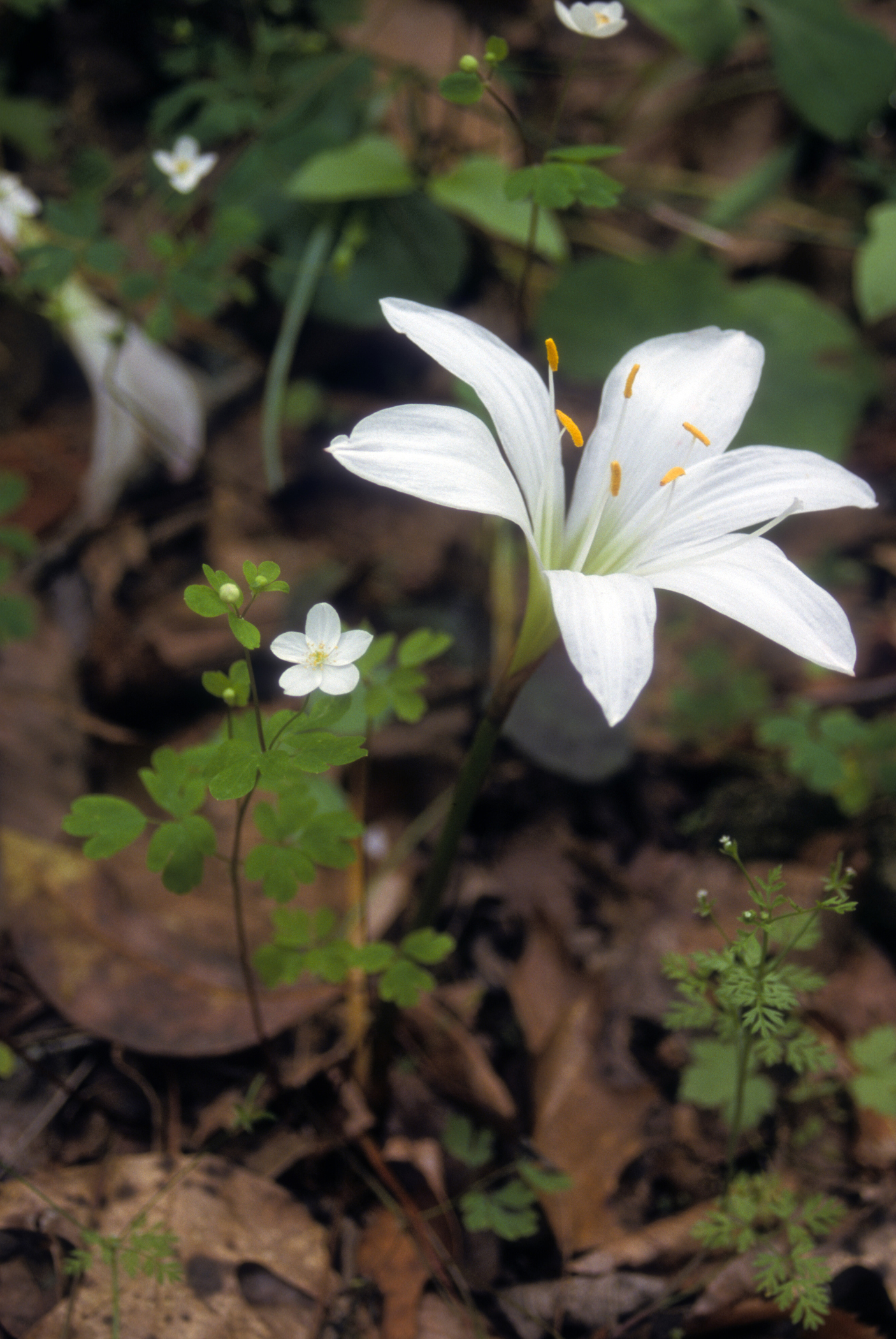